# 建湖県
建湖県（けんこ-けん）は中華人民共和国江蘇省に位置する省直轄の県であり、しばらくの間、塩城市の代理管轄下に置かれている。

## 行政区画
- 街道:近湖街道、鍾荘街道、塘河街道
- 鎮:建陽鎮、九竜口鎮、恒済鎮、顔単鎮、沿河鎮、芦溝鎮、慶豊鎮、上岡鎮、岡西鎮、宝塔鎮、高作鎮